# Leah Williamsonová
Leah Williamsonová (Leah Cathrine Williamson OBE, * 29. března 1997) je anglická fotbalistka hrající za ženský tým Arsenalu a kapitánka ženského národního týmu Anglie. Hraje na pozici střední obránkyně.
V Arsenalu, za který hraje od svých devíti let, strávila celou svou seniorskou kariéru. V roce 2021 také reprezentovala Velkou Británii na olympijských hrách v Tokiu. Jako kapitánka dovedla hráčky Anglie k prvnímu velkému triumfu, když v roce 2022 zvítězily na domácím mistrovství Evropy. Princ William ji po vyhraném turnaji ocenil Řádem britského impéria.

## Dětství
Leah Cathrine Williamson se narodila 29. března 1997 v anglickém Milton Keynes. Jejími rodiči jsou David Williamson a Amanda Baker Williamson. Má mladšího bratra Jacoba. Zatímco ona, její matka a babička jsou celoživotními fanoušky Arsenalu, její otec a bratr fandí jejich hlavnímu rivalovi, klubu Tottenham Hotspurs.
V roce 2006 byla vybrána jako maskot mužského týmu Arsenalu v zápase ligového poháru na stadionu Hawthorns proti West Bromwich Albion. Přestože byla na dovolené, její matka ji vezla 690 km dlouhou zpáteční cestu, aby zajistila splnění jejího snu. Odměnou jí byla fotografie s Theo Walcottem. 

## Arsenal WFC
Williamson poprvé začala hrát za Arsenal v roce 2006 jako devítiletá, kdy nastoupila do klubové akademie a od té doby nikdy nastpupila za žádný jiný klub. Dne 14. března 2025 v zápase proti Evertonu zaznamenala svůj 158. zápas za Arsenal v rámci anglické Super League, což je klubový rekord. 

## Osobní život
Williamson trpí endometriózou, kvůli níž se během menstruace obávala hrát. Po vyhraném Euru 2022 promlivila o svém strachu, kdy se bála, že jí endometrióza znemožní nastoupit. 
Hlásí se k LGBTQ komunitě. Během Eura 2025 nosila duhovou kapitánskou pásku, jako uctění památky obětí Stonewallských nepokojů.
Společně se sportovní novinářkou Suzy Wrack napsala knihu You Have the Power: Find Your Strength and Believe You Can (2023), která má sloužit jako průvodce pro posílení postavení mladých dívek. Rovněž je spoluautorkou dětské série knížek The Wonder Team and the Forgotten Footballers.